# Tour de Okinawa
El Tour de Okinawa (en japonés: ツール・ド・おきなわ) es una carrera ciclista profesional por etapas que se disputa en la isla de Okinawa (Japón), a mediados del mes de noviembre.
Se comenzó a disputar en 1989 aunque hasta la edición de 1999 no empezó a ser profesional, primero catalogada de categoría 1.5 hasta la creación de los Circuitos Continentales UCI en 2005 que empezó a formar parte del UCI Asia Tour, dentro la categoría 1.2 (última categoría del profesionalismo) siempre disputándose como carrera de una sola etapa. A partir del 2008 se convirtió en carrera de dos etapas en dos días re-catalogándose para ello en categoría 2.2 (igualmente última categoría del profesionalismo). Asimismo, en ese año 2008 se creó una edición femenina de un día amateur, que se disputa el mismo día que la primera etapa masculina, cuyas dos primeras ediciones tuvieron 85 km para pasar posteriormente a 100 km de longitud. En 2012 la masculina volvió al formato de un día volviendo a la categoría 1.2.
Se disputa en un circuito cuyo kilometraje varía dependiendo del circuito y las vueltas.

## Palmarés

### Masculino
En amarillo: edición amateur.
| Año                     | Ganador            | Segundo               | Tercero              |
| ----------------------- | ------------------ | --------------------- | -------------------- |
| ediciones amateur       |                    |                       |                      |
| 1989                    | Kazuo Oishi        |                       |                      |
| 1990                    | Kyōshi Miura       |                       |                      |
| 1991                    | Takahiro Yamada    |                       |                      |
| 1992                    | Gianluca Tarocco   |                       |                      |
| 1993                    | Takahiro Yamada    |                       |                      |
| 1994                    | Tomokazu Fujino    |                       |                      |
| 1995                    | Wong Kam Po        |                       |                      |
| 1996                    | Ken Hashikawa      | Daisuke Imanaka       | Stephan Gottschling  |
| 1997                    | Tomokazu Fujino    |                       |                      |
| 1998                    | Wong Kam Po        | Tomokazu Fujino       | Kazuyuki Manabe      |
| ediciones profesionales |                    |                       |                      |
| 1999                    | Mark Walters       | Yasuhiro Yamamoto     | Shinichi Fukushima   |
| 2000                    | Wong Kam Po        | Kazuyuki Manabe       | Masamichi Yamamoto   |
| 2001                    | Makoto Iijima      | Guillem Muñoz Cubeles | Shinri Suzuki        |
| 2002                    | Paul Redenbach     | Satoshi Hirose        | Yasutaka Tashiro     |
| 2003                    | Kazuya Okazaki     | Guillem Muñoz Cubeles | Mark McCormack       |
| 2004                    | Wong Kam Po        | Shinichi Fukushima    | Jacob Erker          |
| 2005                    | Yasutaka Tashiro   | Kazuo Inoue           | Dawid Krupa          |
| 2006                    | Takashi Miyazawa   | Kazuhiro Mori         | Yukiya Arashiro      |
| 2007                    | Takashi Miyazawa   | Kazuhiro Mori         | Yukiya Arashiro      |
| 2008                    | Yukiya Arashiro    | Miyataka Shimizu      | Mitsuhiro Matsumura  |
| 2009                    | Kenji Itami        | Takayuki Abe          | Shinichi Fukushima   |
| 2010                    | Shinichi Fukushima | Kenji Itami           | Junya Sano           |
| 2011                    | Kazuhiro Mori      | Taiji Nishitani       | Junya Sano           |
| 2012                    | Thomas Palmer      | Yusuke Hatanaka       | Yasuharu Nakajima    |
| 2013                    | Sho Hatsuyama      | José Toribio Alcolea  | Cheung King Wai      |
| 2014                    | Nariyuki Masuda    | José Toribio Alcolea  | Shōtarō Iribe        |
| 2015                    | Jason Christie     | Shōtarō Iribe         | Benjamín Prades      |
| 2016                    | Nariyuki Masuda    | Jai Crawford          | Kōhei Uchima         |
| 2017                    | Junya Sano         | Koos Jeroen Kers      | Yusuke Hatanaka      |
| 2018                    | Alan Marangoni     | Freddy Ovett          | Chun Kai Feng        |
| 2019                    | Nariyuki Masuda    | Kōhei Uchima          | Benjamín Prades      |
| 2022                    | Benjamín Prades    | Genki Yamamoto        | José Toribio Alcolea |

### Femenino
| Año               | Ganadora           | Segunda            | Tercera            |
| ----------------- | ------------------ | ------------------ | ------------------ |
| ediciones amateur |                    |                    |                    |
| 2008              | Hsiao Chia Tseng   | Seon Ha Yoo        | Wan Yiu Jamie Wong |
| 2009              | Wan Yiu Jamie Wong | Mayuko Hagiwara    | Sun Ae Choe        |
| 2010              | Carmen Small       | Chisako Harigai    | Nami Takahashi     |
| 2011              | Ho Hsiung Huang    | Mei Yu Hsiao       | Tsugumi Kimura     |
| 2012              | Eri Yonamine       | Wan Yiu Jamie Wong | Mayuko Hagiwara    |
| 2013              | Dongyan Huang      | Hiromi Kaneko      | Ting Ying Huang    |
| 2014              | Hiromi Kaneko      | Chisako Harigai    | Hiromi Ohori       |
| 2015              | Ting Ying Huang    | Qian Yu Yang       | Hiromi Kaneko      |
| 2016              | Ting Ying Huang    | Ellen van Dijk     | Hiromi Kaneko      |
| 2017              | Ellen van Dijk     | Eri Yonamine       | Ayako Nakai        |

## Palmarés por países
| País          | Victorias |
| ------------- | --------- |
| Japón         | 22        |
| Hong Kong     | 4         |
| Australia     | 2         |
| Italia        | 2         |
| Canadá        | 1         |
| Nueva Zelanda | 1         |
| España        | 1         |

| País               | Victorias |
| ------------------ | --------- |
| República de China | 4         |
| Japón              | 2         |
| Hong Kong          | 1         |
| Estados Unidos     | 1         |
| China              | 1         |
| Países Bajos       | 1         |